# Adalbert Püllöck
Adalbert Püllöck (1907. január 6. – 1977. december 7.), német származású román válogatott labdarúgókapus.
A román válogatott tagjaként részt vett az 1934-es világbajnokságon.